# إيان بوهن
إيان بوهن (بالإنجليزية: Ian Bohen) مواليد 24 سبتمبر 1976 في كاليفورنيا، الولايات المتحدة، هو ممثل أمريكي بدأ مسيرته الفنية عام 1993.

## الأعمال
- بيرل هاربر
- نهوض فارس الظلام
- جوال تكساس ووكر
- بوي ميتس ورلد
- الرحلات الأسطورية
- ماد من
- بريزون بريك
- سي إس آي: ميامي
- دروب ديد ديفا
- ذئب مراهق

## وصلات خارجية
- إيان بوهن على موقع IMDb (الإنجليزية)
- إيان بوهن على موقع ألو سيني (الفرنسية)
- إيان بوهن على موقع أول موفي (الإنجليزية)
- إيان بوهن على موقع قاعدة بيانات الأفلام السويدية (السويدية)
- إيان بوهن على موقع قاعدة بيانات الفيلم (الإنجليزية)
- إيان بوهن على موقع كينوبويسك (الروسية)